# Ashwell (Rutland)
Ashwell è un villaggio e parrocchia civile dell'Inghilterra, appartenente alla contea del Rutland.